# Milna
Milna je manjše naselje na otoku Brač, ki je središče občine Milna; le-ta pa spada pod Splitsko-dalmatinsko županijo. V občino spadata še naselji Bobovišća in Ložišća.
Milna je naselje z manjšim pristaniščem na zahodni obali otoka na koncu istoimenskega zaliva. Zaliv Milna s prostranim zunanjim in plitkim notranjim delom je najboljše in najvarnejše pristanišče na otoku. V okolici so lepi zalivi s peščenimi plažami (Pasika, Borova, Osibova, Lučice, Maslinova).
Naselje Milna se je pričelo razvijati v začetku 17. stoletja. Baročna cerkev je bila postavljena 1783. Južno od Milne v zalivu Osibovo so vidne ruševine gotske cerkvice. Zraven stoji cerkev sv.Josipa iz 18. stoletja. V času Napoleonovih Ilirskih provinc je imela v Milni carska ruska flota svojo pomorsko bazo.

## Demografija
| Pregled števila prebivalcev po letih | Pregled števila prebivalcev po letih | Pregled števila prebivalcev po letih | Pregled števila prebivalcev po letih | Pregled števila prebivalcev po letih | Pregled števila prebivalcev po letih | Pregled števila prebivalcev po letih | Pregled števila prebivalcev po letih | Pregled števila prebivalcev po letih | Pregled števila prebivalcev po letih | Pregled števila prebivalcev po letih | Pregled števila prebivalcev po letih | Pregled števila prebivalcev po letih | Pregled števila prebivalcev po letih | Pregled števila prebivalcev po letih |
| ------------------------------------ | ------------------------------------ | ------------------------------------ | ------------------------------------ | ------------------------------------ | ------------------------------------ | ------------------------------------ | ------------------------------------ | ------------------------------------ | ------------------------------------ | ------------------------------------ | ------------------------------------ | ------------------------------------ | ------------------------------------ | ------------------------------------ |
| 1857                                 | 1869                                 | 1880                                 | 1890                                 | 1900                                 | 1910                                 | 1921                                 | 1931                                 | 1948                                 | 1953                                 | 1961                                 | 1971                                 | 1981                                 | 1991                                 | 2001                                 |
| 1907                                 | 2253                                 | 2260                                 | 2489                                 | 2579                                 | 2293                                 | 3243                                 | 1645                                 | 1212                                 | 1231                                 | 1221                                 | 1056                                 | 860                                  | 875                                  | 862                                  |